# Oncopodura prietoi
Oncopodura prietoi är en urinsektsart som beskrevs av F. Bonet 1943. Oncopodura prietoi ingår i släktet Oncopodura och familjen Oncopoduridae. Inga underarter finns listade i Catalogue of Life.